# Cratere Hios
Hios  è un cratere sulla superficie di Eros.